# DGS Druckguss Systeme
Die DGS Druckguss Systeme AG mit Sitz in St. Gallen ist ein international tätiger Schweizer Hersteller von Druckgussteilen. Das hauptsächlich für die Automobilindustrie tätige Unternehmen fertigt in seinen drei Standorten Druckgussteile in Aluminium und Magnesium-Legierungen, die mechanisch, unter hohem Druck, in Stahlformen gepresst werden. Diese finden in verschiedensten Bereichen Anwendung, vorwiegend jedoch im Automobilbau.
Die DGS Druckguss Systeme betreibt weltweit 5 Werke. Das Headquarters ist in der Schweiz in St. Gallen. Darüber hinaus verfügt DGS zwei Werke in Tschechien (Liberec / Frydlant) und zwei Werke China (Nansha / Rizhao).
In seinem angestammten Werk in St. Gallen betreibt das Unternehmen die grösste und mit 168 Tonnen schwerste Druckgiessmaschine, die je in der Schweiz montiert wurde. Darüber hinaus verfügt DGS Druckguss Systeme über je zwei Werke in Tschechien (Liberec / Frydlant) und China (Nansha / Rizhao).
Das Unternehmen beschäftigt insgesamt rund 1500 Mitarbeiter und erwirtschaftete 2023 einen Umsatz von 240 Millionen Schweizer Franken.

## Geschichte
Das Unternehmen ging aus der 1860 gegründeten Bühler AG in Uzwil hervor. Diese begann in den 1920er Jahren die Druckgusstechnik zur Herstellung von Aluteilen für den Bau der eigenen Mühlenanlagen zu nutzen. Da die in den USA gekauften Druckgiessmaschinen nicht den Vorstellungen von Bühler entsprachen, begann das Unternehmen mit der Entwicklung und dem Bau eigener Druckgussanlagen. Die erste Metall-Druckgiessmaschine wurden 1927 in Betrieb genommen.
1999 übernahm der Schweizer Industriekonzern Von Roll von der Bühler Druckguss AG das in den 1950er Jahren entstandene Druck- und Spritzgusswerk in St. Gallen, aus dem die Von Roll Druckguss AG wurde. Im Jahr 2000 erwarb Von Roll das Werk im tschechischen Liberec von der 1991 gegründeten Frantisek Svobodnik – Alupress. Die Aktivitäten wurden vollständig in die neu gegründete Von Roll Alupress s.r.o. eingebracht. Im Zuge seiner Umstrukturierung musste sich Von Roll 2003 von den beiden Werken trennen. Diese wurden von den beiden St. Galler Industrieunternehmern Karl Felix Stürm und Hans Huber übernommen und zur DGS Druckguss Systeme AG zusammengeschlossen.
Das Unternehmen wurde anlässlich der EUROGUSS 2008 am Internationalen Druckgusswettbewerb für das Gussteil Luftaustrittsgitter für den Audi R8 ausgezeichnet. Erste Preise wurden an der EUROGUSS 2010 mit einem komplexen Ventilblock aus Aluminium und an der EUROGUSS 2012 mit einem dünnwandigen Strukturgussteil gewonnen.